# 바이오하자드: 레벨레이션스 2
바이오하자드: 레벨레이션스 2(Resident Evil: Revelations 2)는 캡콤이 바이오하자드 시리즈 중 일부로서 개발하고 배급한 서바이벌 호러 비디오 게임이다. 바이오하자드: 레벨레이션스, 바이오하자드 5의 후속편이다. 주인공 클레어 레드필드가 귀환하며 메인 시리즈 중 처음으로 베리 버튼이라는 플레이 가능한 스토리 캐릭터가 등장한다. 첫 번째 게임은 2015년 2월 출시되었다.
줄거리의 배경은 2011년의 바이오하자드 5와 바이오하자드 6 사이의 사건이다.
이 게임은 마이크로소프트 윈도우, 플레이스테이션 3, 플레이스테이션 4, 엑스박스 360, 엑스박스 원, 플레이스테이션 비타용으로 2015년에, 닌텐도 스위치용으로 2017년에 출시되었다.

## 평가
| 게임                         | 메타크리틱                                                       |
| ---------------------------- | ---------------------------------------------------------------- |
| Resident Evil: Revelations 2 | (PS4) 75/100 (PC) 74/100 (XONE) 75/100 (VITA) 65/100 (NS) 73/100 |
| Episode 1: Penal Colony      | (PS4) 75/100 (PC) 73/100 (XONE) 73/100                           |
| Episode 2: Contemplation     | (PS4) 75/100 (PC) 76/100 (XONE) 74/100                           |
| Episode 3: Judgment          | (PS4) 77/100 (PC) 78/100 (XONE) 73/100                           |
| Episode 4: Metamorphosis     | (PS4) 75/100 (PC) 73/100 (XONE) 74/100                           |